# Joey O'Brien
Joey O'Brien (Dublino, 17 febbraio 1986) è un allenatore di calcio ed ex calciatore irlandese, di ruolo difensore o centrocampista.

## Carriera
Ha iniziato la sua carriera con il Bolton nel 2004.
Successivamente è stato ceduto in prestito al Sheffield Wednesday (squadra di League One) per la maggior parte della stagione 2004-2005, collezionando 15 presenze e segnando 2 gol, di cui uno al suo esordio. È stato nominato come capitano per l'ultima partita del suo prestito.
Al ritorno al Bolton, O'Brien ha fatto il suo debutto in Premier League nel maggio 2005 contro l'Everton, quando entra al posto di Fernando Hierro. Ha perso la maggior parte della stagione 2006-2007 a causa di un infortunio, facendo il suo ritorno per il Bolton nella stagione 2007-2008 giocando nel ruolo di centrocampista in contrapposizione al ruolo di terzino destro dove era stato utilizzato nelle due stagioni precedenti.
Nel luglio 2008 gli è stata assegnata la maglia numero 8 in precedenza indossata da Iván Campo, ma a causa di infortuni è sceso poche volte in campo nella stagione 2008-2009.
Il 29 ottobre 2009 ha firmato un prolungamento di un anno del suo contratto in modo da rimanere legato al Bolton fino all'estate del 2011. Nell'agosto del 2011 si lega per un anno al West Ham. Con il club londinese consegue la promozione (immediata) dalla Championship alla Premier League, e vi rimane per altri 5 anni pur non essendo sempre stato il titolare e giocando anche poco in 2 stagioni fino a non giocare mai nell'ultima a causa di molteplici infortuni.

## Palmarès

### Giocatore

#### Competizioni nazionali
- Campionato irlandese: 2

Shamrock Rovers: 2020, 2021
- Coppa d'Irlanda: 1

Shamrock Rovers: 2019
- Supercoppa d'Irlanda: 1

Shamrock Rovers: 2022